# Yoga Hosers

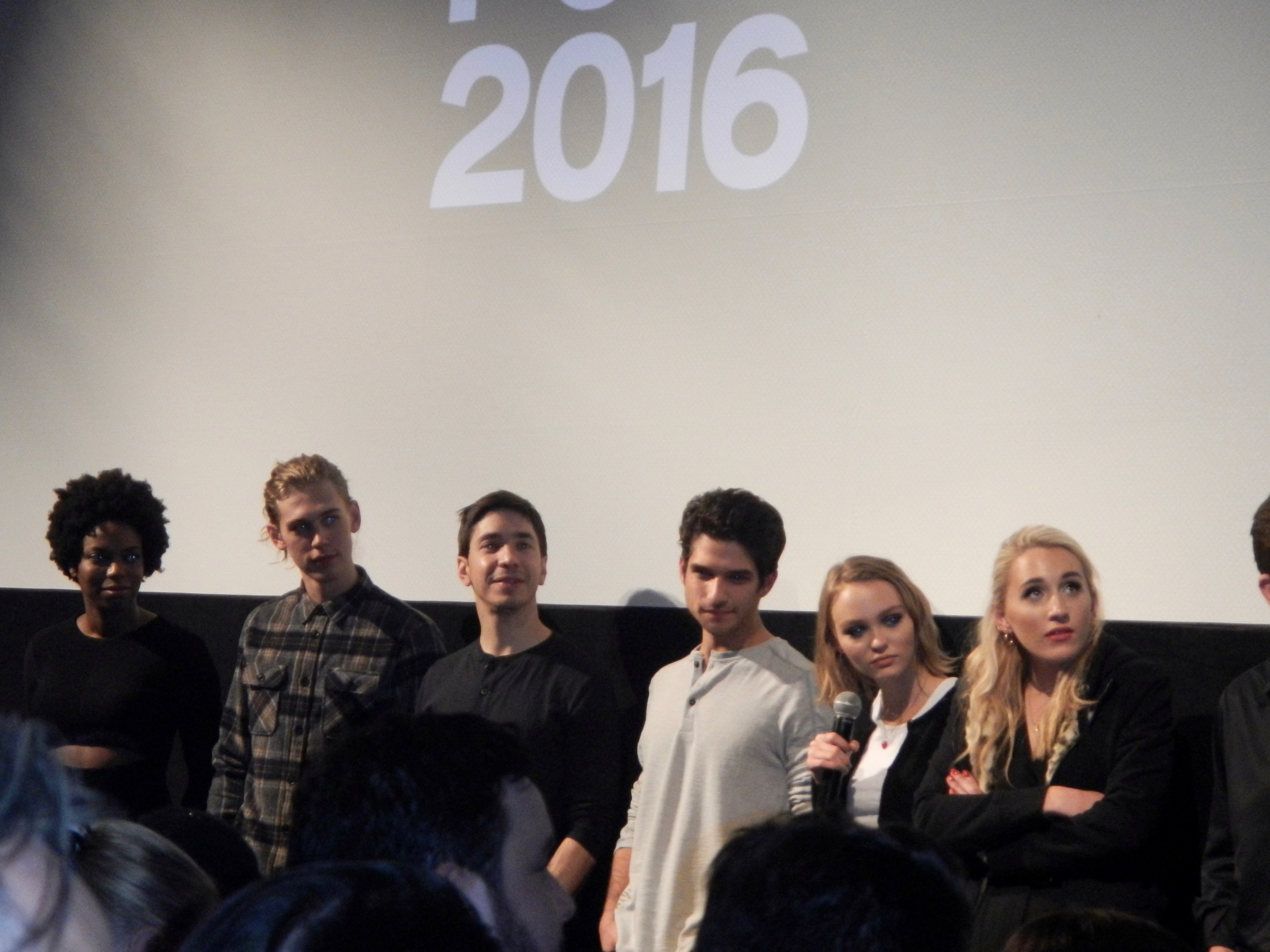
Darsteller des Films beim Sundance Film Festival 2016

Yoga Hosers ist eine US-amerikanische Horrorkomödie von Kevin Smith, die am 24. Januar 2016 im Rahmen des Sundance Film Festivals ihre Premiere feierte. Am 2. September 2016 kam der Film in die US-amerikanischen Kinos.

## Handlung
Die 15-jährigen Mädchen Colleen Collette und Colleen McKenzie leben im kanadischen Winnipeg und sind ganz normale Teenager, die sich vor allem für ihre Smartphones, Jungs und Musik interessieren. Nach der Schule besuchen sie regelmäßig einen Yogakurs und arbeiten an der Kasse eines kleinen Supermarktes. Im Geschichtsunterricht erzählt ihnen die Lehrerin von Adrien Arcand, einem der führenden kanadischen Nationalsozialisten Anfang der 1940er Jahre, und dessen Anhänger Andronicus Arcane, welcher seit Ende des Zweiten Weltkriegs als verschwunden gilt.
Als die beiden eines Nachts wieder im Supermarkt arbeiten müssen, laden sie zwei ältere Mitschüler dazu ein, mit ihnen eine Party zu feiern. Die Jungs sind jedoch Satanisten und planen, die beiden Colleens zu opfern. Dazu kommt es jedoch nicht, da plötzlich die „Bratzis“, kleine Monster in Form von Bratwürsten in nationalsozialistischen Uniformen auftauchen und die Jungs töten. Den Mädchen gelingt es, die Bratzis mittels Yoga-Bewegungen zu besiegen. Die eintreffenden Polizisten verhaften sie jedoch wegen Mordes, da sie ihnen ihre Geschichte nicht glauben.
Der Kopfgeldjäger Guy Lapointe glaubt den Mädchen und befreit sie aus dem Polizeigewahrsam. Zurück im Supermarkt, werden sie erneut von den Bratzis angegriffen und bewusstlos geschlagen. Als sie erwachen, finden sie sich im unterirdischen Versteck von Andronicus Arcane, direkt unter dem Supermarkt gelegen, wieder. Dieser erzählt, dass er 1945 ein Experiment startete, mit dem er aus Bratwurst, Sauerkraut und seiner eigenen DNA eine Klonarmee züchten wollte. Mit dieser Armee wollte Arcane alle kanadischen Kunstkritiker vernichten, da er in jungen Jahren immer wieder von diesen verlacht wurde. Das Experiment sollte 100 Jahre dauern, wurde jedoch durch einen durch die Colleens verursachten Stromausfall bereits nach 70 Jahren gestoppt. Das hatte zur Folge, dass die Bratzis, anstatt großer Kämpfer, immer noch die Größe normaler Bratwürste haben.
Mit Hilfe der Bratzis aktiviert Arcane seine zweite Schöpfung, einen riesigen Golem, der jedoch nicht zu dem von Arcane befohlenen Vernichtungsfeldzug gegen die Kunstkritiker aufbricht, sondern zunächst Arcane selbst tötet und danach die Mädchen und Guy Lapointe angreift. Es gelingt den dreien gemeinsam, den Golem zu besiegen, wobei die Colleens erneut ihre Yoga-Fähigkeiten einsetzen.

## Produktion

### Produktionsgeschichte
Am 19. August 2014 berichtete Borys Kit von The Hollywood Reporter über erste bekanntgewordene Details zum Film, bei dem es sich um einen Action-Abenteuer-Film handele und der der zweite Teil der True North Trilogie sein werde.

### Besetzung
Es handelt sich bei Yoga Hosers nach Tusk aus dem Jahr 2014 um den zweiten Film, in dem Lily-Rose Depp gemeinsam mit ihrem Vater Johnny Depp vor der Kamera stand und um den ersten Film, in dem sie eine Hauptrolle erhalten hatte. Die Rolle ihrer besten Freundin wurde mit Harley Quinn Smith besetzt, der Tochter des Regisseurs Kevin Smith. Johnny Depp übernahm wie im Vorgängerfilm die Rolle von Guy Lapointe. Auch Haley Joel Osment, Justin Long und Génesis Rodríguez, die im Film die Rollen von Adrien Arcand, Yogi Bayer und Ms. Wicklund übernahmen, waren bereits im ersten Teil der geplanten Trilogie zu sehen. Der Comicautor Stan Lee hat, wie auch in mehreren Filmen innerhalb des Marvel Comic Universe, einen Cameoauftritt im Film. Er spielt einen Polizisten, der den Notruf der beiden Colleens entgegennimmt.

### Dreharbeiten
Die Dreharbeiten begannen am 20. August 2014 und endeten im Januar 2015. Die Produktionskosten betrugen 5 Millionen US-Dollar.

### Filmmusik
Die Filmmusik wurde von Christopher Drake komponiert. Die Lieder wurden von Lily-Rose Depp und Harley Quinn Smith gesungen, der Soundtrack beinhaltet jedoch auch Songs von Künstlern wie Love Lola Love, The Glam Skanks, Kid Moxie, Terence Trent D’Arby und Cheerleader. Der Soundtrack zum Film umfasst 10 Lieder und wurde am 10. Juni 2016 in digitaler Form veröffentlicht.
Titelliste des Soundtracks
1. I’m The Man #1 – Lily-Rose Depp, Harley Quinn Smith & Christopher Drake
2. Bang! – Love Lola Love
3. The Hockey Song – The Glam Skanks
4. Wishing Well – Terence Trent D’Arby
5. French Disco In Space – Kid Moxie
6. Miss Androgynous – The Glam Skanks
7. Future Stars – Cheerleader
8. This Dead Man – The Glam Skanks
9. Babe – Lily-Rose Depp, Harley Quinn Smith & Christopher Drake
10. O’ Canada – Lily-Rose Depp & Harley Quinn Smith

### Veröffentlichung
Am 24. Januar 2016 feierte der Film im Rahmen des Sundance Film Festivals seine Premiere. Im Rahmen des Fantasy Filmfests 2016 wurde der Film erstmals in Deutschland vorgestellt. Am 2. September 2016 kam der Film in die US-amerikanischen Kinos.

## Rezeption
Der Film stieß größtenteils auf gemischte bis negative Kritiken. Bilge Ebiri von vulture.com sagt über den Film: „Yoga Hosers ist der beste Film, den Kevin Smith in einer langen Zeit gemacht hat, auch wenn das nicht viel bedeutet. Aber dieser neue Kult-Komödie-Thriller kann auch einen Wendepunkt für den Autor und Regisseur darstellen.“ Die Redaktion von Cinema.de bewertet die Gags als „unterirdisch“, die Handlung als „total absurd“, die Musik als „nervig“ und zieht das Fazit: „Lässt sich nicht mal schön trinken“. Oliver Armknecht bescheinigt Yoga Hosers auf der Website film-rezensionen.de zwar „etwas besser“ zu sein als sein Vorgänger, schlussendlich sei der Film jedoch „beim Humor wie den kalkulierten Provokationen zu bemüht, um tatsächlich Spaß zu machen“. Christian Horn bezeichnet den Film auf filmstarts.de als „schrullige[n] Teenie-Nazi-Trash“, in dem zwar die beiden Hauptdarstellerinnen überzeugen können, der jedoch „zwischen laschen Kanada-Witzen und halbgarem Nazi-Ulk trotzdem nie richtig in Fahrt“ kommt.